# Horst aan de Maas
Pour les articles homonymes, voir Horst (homonymie) et Maas.
Horst aan de Maas (en français Horst-sur-Meuse) est une commune des Pays-Bas de la province du Limbourg.

## Localités
America, Broekhuizen, Broekhuizenvorst, Evertsoord, Griendtsveen, Grubbenvorst, Hegelsom, Horst, Kronenberg, Lottum, Meerlo, Melderslo, Meterik, Sevenum, Swolgen, Tienray.

## Histoire
Horst et les autres villages appartenaient à l'Overkwartier de Gueldre, ou Haute-Gueldre espagnole. Pendant la guerre de Succession d'Espagne, Horst fut occupé par les troupes néerlandaises, puis cédé à son allié prussien en 1713. Ainsi, faisant partie de la Haute-Gueldre prussienne, ce lieu resta prussien pendant environ un siècle (jusqu'en 1815).
La commune de Horst aan de Maas a été créée le 1er janvier 2001 par la fusion des communes de Broekhuizen, de Grubbenvorst et de Horst.
Le 1er janvier 2010, les communes de Sevenum et une partie de la commune de Meerlo-Wanssum sont rattachées à la commune de Horst aan de Maas.